# Čivická svodnice
Čivická svodnice je umělý vodní kanál dříve sloužící k napájení dnes již neexistujících rybníků v okrese Pardubice.

## Průběh toku
Čivická svodnice počíná svůj tok přepadem z Bylanky v blízkosti západního zakončení přistávací plochy letiště Pardubice a zda je kanál suchý nebo zavodněný závisí na výšce její hladiny. Kanál teče převážně severním směrem, mezi Starými Čívicemi a Popkovicemi podtéká silnici I/2 a dále polem v blízkosti staročívické obory. O něco severněji kříží železniční trať Kolín - Česká Třebová, protéká poli, vtéká do Srnojed a za nimi mění směr toku na přibližně západní. V blízkosti zdymadla Srnojedy se zprava vlévá do Podolského potoka těsně před jeho ústím do Labe.

## Účel stavby
Čivická svodnice sloužila k napájení dvojice dnes již neexistujících rybníků. První se nacházel ve východním výběžku staročivické obory a druhý mezi železniční tratí a zástavbou Srnojed. Oba rybníky dnes již připomínají jen systémy melioračních příkopů.